# Пол Муни
Пол Муни (англ. Paul Muni, при рождении Мешилем Мейер Вайзенфройнд — англ. Meshilem Meier Weisenfreund; 1 (22) сентября 1895, Лемберг — 1 (25) августа 1967, Монтесито) — американский актёр театра и кино. Лауреат премии «Оскар» (1937). Наиболее известная работа актёра — чикагский гангстер из фильма Говарда Хоукса «Лицо со шрамом» (1932). Сыграл главные роли в фильмах-биографиях «Повесть о Луи Пастере» (1935), «Жизнь Эмиля Золя» (1937) и «Хуарес» (1939).

## Биография
Актёр родился 22 сентября 1895 года в Лемберге (ныне Львов) на территории Австро-Венгерской империи в семье Натана и Салли Вайзенфрейнд — актёров еврейского театра, спектакли которого проходили на идише. В 1900 году его родители переехали в Лондон, а через два года эмигрировали в Америку, где сначала жили в Кливленде, а затем в 1908 году поселились в Чикаго. Муни дебютировал на сцене еврейского театра в 1907 году в возрасте двенадцати лет, сыграв 80-летнего старика в пьесе «Два трупа на завтрак». В то время он был известен под своим уменьшительным именем Муни Вайзенфрайнд. Вскоре им заинтересовался Морис Шварц, директор Еврейского художественного театра (Yiddish Art Theater) на Второй авеню Манхеттена, и подписал с юным актёром контракт. В 1921 году Муни женился на еврейской театральной актрисе Белле Финкель, сестре бродвейского режиссёра Эйба Финкеля и дочери антрепренёра Мориса Финкеля, и прожил с ней в браке до конца жизни.
В 1926 году Муни дебютировал на Бродвее в постановке «Мы — американцы». В 1929 году, когда актёру было уже тридцать четыре года, кинокомпания Fox Studios предложила ему контракт, и в том же году Муни снялся в двух фильмах — драме «Храбрец» и мелодраме «Семь лиц». Несмотря на то, что за роль в «Храбреце» он получил номинацию на премию «Оскар», киноиндустрия разочаровала Муни, и он вернулся на сцену театра.
Только в 1932 году Муни вновь появился на киноэкране (незадолго до этого его рассматривали на роль Дракулы, но актёр отказался). В паре с Энн Дворак он снялся в фильме «Лицо со шрамом», а затем в криминальном фильме «Я — беглый каторжник», за который снова был номинирован на «Оскар». После этого на одарённого актёра обратили внимание продюсеры из Warner Bros. и подписали с Муни долгосрочный контракт, по условиям которого актёр имел право принимать сценарии по своему усмотрению и получал по 50 тысяч долларов за фильм.
После драмы 1933 года «Мир меняется» и комедии 1934 года «Привет, Нелли!» кинокарьера Муни стала развиваться быстрыми темпами. В 1935 году вышло сразу четыре фильма с его участием — фильм-нуар «Город на границе», в котором он играл в паре с Бетт Дейвис), криминальные драмы «Чёрная ярость» и «Доктор Сократ», а также фильм-биография Уильяма Дитерле «Повесть о Луи Пастере», где Муни исполнил роль прославленного французского микробиолога и химика Луи Пастера и был удостоен за её блестящее исполнение премии «Оскар» и награды Венецианского кинофестиваля.
В 1938 году Муни был вновь номинирован на «Оскар» — на этот раз за исполнение роли французского писателя-классика Эмиля Золя в картине «Жизнь Эмиля Золя». В 1939 году вышла ещё одна картина-биография с участием Муни — мелодрама «Хуарес» о жизни мексиканского национального героя Бенито Хуареса, где в паре с актёром снова играла Бетт Дейвис.
Помимо таланта актёр был известен своими эксцентрическими привычками. Между дублями Муни играл на скрипке, чтобы успокоить нервы, и панически боялся одежды красного цвета (ходит легенда, что иронизируя над страхом партнера по площадке фильма «Ангел на моём плече», игравший чёрта Клод Рейнс нарочно надевал темно-красный костюм, который впоследствии был представлен на афише фильма). Он был очень стеснительным по характеру и кроме того настороженно относился к незнакомым людям, в разговоре с которыми предпочитал молчать или обходиться несколькими короткими фразами. Муни высоко ценил мнение жены и переснимал сцены, если Белле казалось, что дубль получился неудачным.
19 июля 1940 года закончился контракт Муни с Warner Bros. Далее он продолжал играть в театре и время от времени снимался в кино (в 1940-х годах вышло всего пять фильмов с его участием). В 1950-х годах он снимался на телевидении, а в 1955 году получил премию «Тони» за исполнение роли Генри Драммонда в спектакле «Пожнешь бурю» (англ. Inherit the Wind; см. также Обезьяний процесс). В том же году у актёра обнаружили опухоль около глаза, и летом он перенес операцию по ампутации глаза. В 1959 году в прокат вышел последний фильм с участием Муни — драма Дэниэла Манна «Последний рассерженный человек», — за роль в котором он получил шестую номинацию на премию «Оскар». После этого Муни ушёл из кино и 25 августа 1967 года скончался на семьдесят втором году жизни. Похоронен на кладбище Hollywood Forever в Лос-Анджелесе.

## Фильмография
| Год  | На русском                     | На языке оригинала                | Роль                                                                              |
| 1959 | Последний рассерженный человек | The Last Angry Man                | доктор Сэм Абельман                                                               |
| 1952 | Незнакомец на прогулке         | Imbarco a mezzanotte              | незнакомец с пистолетом                                                           |
| 1946 | Ангел на моём плече            | Angel on My Shoulder              | Эдди Кэгл / судья Фредерик Паркер                                                 |
| 1945 | Контратака                     | Counter-Attack                    | Алексей Кульков                                                                   |
| 1945 | Песня на память                | A Song to Remember                | профессор Джозеф Элснер                                                           |
| 1942 | Коммандос атакуют на рассвете  | Commandos Strike at Dawn          | Эрик Торсен                                                                       |
| 1943 | Солдатский клуб                | Stage Door Canteen                | в роли самого себя                                                                |
| 1941 | Гудзонов залив                 | Hudson’s Bay                      | Пьер Эсприт Рэдиссон                                                              |
| 1939 | Мы не одни                     | We Are Not Alone                  | доктор Дэвид Ньюком                                                               |
| 1939 | Хуарес                         | Juarez                            | президент Мексики Бенито Хуарес                                                   |
| 1937 | Жизнь Эмиля Золя               | The Life of Emile Zola            | Эмиль Золя                                                                        |
| 1937 | Женщина, которую я люблю       | The Woman I Love                  | лейтенант Клод Мори                                                               |
| 1937 | Благословенная земля           | The Good Earth                    | Ван Лан                                                                           |
| 1935 | Повесть о Луи Пастере          | The Story of Louis Pasteur        | доктор Луи Пастер                                                                 |
| 1935 | Доктор Сократ                  | Dr. Socrates                      | доктор Ли Кардвелл, он же доктор Сократ                                           |
| 1935 | Чёрная ярость                  | Black Fury                        | Джо Радек                                                                         |
| 1935 | Город на границе               | Bordertown                        | Джонни Рамирес                                                                    |
| 1934 | Привет, Нелли!                 | Hi, Nellie!                       | Брэд Брэдшоу                                                                      |
| 1933 | Мир меняется                   | The World Changes                 | Орин Нордхольм                                                                    |
| 1932 | Я — беглый каторжник           | I Am a Fugitive from a Chain Gang | Джеймс Аллен                                                                      |
| 1932 | Лицо со шрамом                 | Scarface                          | Антонио Камонте                                                                   |
| 1929 | Семь лиц                       | Seven Faces                       | папа Чибу / Диаблеро / Вилли Смит / Франц Шуберт / Дон Жуан / Джо Ганс / Наполеон |
| 1929 | Храбрец                        | The Valiant                       | Джеймс Дайк                                                                       |

## Награды и номинации
Актёр был удостоен звезды на голливудской «Аллее славы».

### Награды
- 1936 — Премия Венецианского кинофестиваля — лучшая мужская роль, за фильм «Повесть о Луи Пастере»
- 1937 — Премия «Оскар» — лучшая мужская роль, за фильм «Повесть о Луи Пастере»
- 1937 — Премия Общества кинокритиков Нью-Йорка — лучшая мужская роль, за фильм «Жизнь Эмиля Золя»
- 1960 — Премия Кинофестиваля в Мар-дель-Плата — лучшая мужская роль, за фильм «Последний рассерженный человек»

### Номинации
Пол Муни пять раз номинировался на получение премии «Оскар» за лучшую мужскую роль:
- 1930 — за фильм «Храбрец»
- 1934 — за фильм «Я — беглый каторжник»
- 1936 — за фильм «Чёрная ярость»
- 1938 — за фильм «Жизнь Эмиля Золя»
- 1960 — за фильм «Последний рассерженный человек»